# لودوفيك بورس
لودوفيك بورس (بالفرنسية: Ludovic Bource )‏ (و. 1970  م) هو ملحن، ومؤلفو موسيقى تصويرية فرنسي، يستخدم آلات بيانو.

## جوائز وترشيحات
حصل على جوائز منها:
- جائزة الأوسكار لأفضل موسيقى تصويرية، عن عمل: الفنان.

ترشح لـ:
- جائزة الأوسكار لأفضل موسيقى تصويرية، عن عمل: الفنان.

## وصلات خارجية
- لودوفيك بورس على موقع IMDb (الإنجليزية)
- لودوفيك بورس على موقع ألو سيني (الفرنسية)
- لودوفيك بورس على موقع ميوزك برينز (الإنجليزية)
- لودوفيك بورس على موقع أول موفي (الإنجليزية)
- لودوفيك بورس على موقع بوكس أوفيس موجو (الإنجليزية)
- لودوفيك بورس على موقع قاعدة بيانات الأفلام السويدية (السويدية)
- لودوفيك بورس على موقع أول ميوزيك (الإنجليزية)
- لودوفيك بورس على موقع ديسكوغز (الإنجليزية)
- لودوفيك بورس على موقع قاعدة بيانات الفيلم (الإنجليزية)
- لودوفيك بورس على موقع كينوبويسك (الروسية)